# المادة التاسعة في دستور اليابان
المادة التاسعة في دستور اليابان هي إحدى مواد دستور اليابان الرئيسية التي تم إضافتها عام 1947 والمعنية بالحروب والابتعاد عن النزاعات المسلحة أو المشاركة في الحروب بالنسبة إلى اليابان. في نصها، تتخلى الدولة رسمياً عن حق السيادة في القتال وتهدف إلى سلام دولي قائم على العدالة والنظام. وينص المادة أيضًا على أنه لتحقيق هذه الأهداف، لن يتم الحفاظ على القوات المسلحة ذات الإمكانات الحربية. تم كتابة هذا البند وفرضه من الولايات المتحدة.
.

## نص المادة التاسعة
- نص المادة التاسعة باللغة العربية

. وهناك ترجمة أخرى أو شرح لها
- نص المادة التاسعة باللغة اليابانية [7]

| المادة التاسعة في دستور اليابان | 第九条 日本国民は、正義と秩序を基調とする国際平和を誠実に希求し、国権の発動たる戦争と、武力による威嚇又は武力の行使は、国際紛争を解決する手段としては、永久にこれを放棄する。 二 前項の目的を達するため、陸海空軍その他の戦力は、これを保持しない。国の交戦権は、これを認めない。 | المادة التاسعة في دستور اليابان |

- نص المادة التاسعة باللغة الإنجليزية:[8]

| المادة التاسعة في دستور اليابان | ARTICLE 9. Aspiring sincerely to an international peace based on justice and order, the Japanese people forever renounce war as a sovereign right of the nation and the threat or use of force as means of settling international disputes. (2) To accomplish the aim of the preceding paragraph, land, sea, and air forces, as well as other war potential, will never be maintained. The right of belligerency of the state will not be recognized. | المادة التاسعة في دستور اليابان |

## خلفية تاريخية
بعد استسلام اليابان في الحرب العالمية الثانية عام 1945 تم إيقاف العمل بالدستور الياباني المعمول به منذ عام 1889، والذي كان يعطي للإمبراطور الياباني الحق في إعلان الحرب وقيادة الجيش وكذلك توقيع معاهدات السلام. وأعلن العمل بدستور جديد لليابان في مايو 1947 يجعل من منصب الإمبراطور شرفيا، حيث إنه يمثل رمز الدولة ووحدتها وأن القرارات توقع باسم الإمبراطور ليصبح مجرد منصبا شرفيا وذلك في الباب الأول من الدستور (المواد 1-8) وهو الباب الخاص بالإمبراطور.
اما المادة التاسعة والتي تمنع اليابان من إرسال جيشها إلى الخارج للمشاركة في أي عمل عسكري، وبناءً عليه وأصبح لدى اليابان جيش الدفاع الياباني مجرد لحماية الأرض اليابانية فحسب بمساعدة القواعد الأمريكية التي تم اقامتها.
تنص المادة التاسعة من الدستور الياباني الذي صنف عام 1947 دستوراً سلمياً، على نبذ الحرب وامتلاك الإمكانات الحربية، كما تمنع هذه المادة اليابان من شن أي حرب. وبعد أن شرعت اليابان في بناء قدراتها الدفاعية في الخمسينات، احتدم الجدل حول مضمون هذه المادة، خاصة أن ميزانية قوات الدفاع اليابانية الذاتية تصل إلى أكثر من 5 تريليونات ين، بما في ذلك النفقات المخصصة لدعم إعادة تنظيم القوات الأميركية في اليابان. ولطالما أوضحت الحكومة اليابانية منذ ذلك الحين أن مفهوم «نبذ الحرب» الوارد في الدستور يشير فقط إلى العدوان العسكري؛ ولا ينكر على اليابان حقها الطبيعي في الدفاع عن نفسها ضد كل ما يهدد وجودها. ونفت الحكومة اعتبار قوات الدفاع الذاتي «إمكانات حرب»، وأكدت أنها الحد الأدنى من القدرة اللازمة لليابان كي تدافع عن نفسها. وتم تمرير تشريعات منذ تسعينات القرن الماضي تنص على توسيع نطاق مهمة قوات الدفاع الذاتي، وأفسحت الطريق أمام مشاركة أكبر لها في الكثير من عمليات حفظ السلام التابعة للأمم المتحدة.
وتشمل الخلفية التي أدت إلى تشريع المادة 9 من الدستور الياباني الميثاق الأطلسي (1941)، وإعلان بوتسدام (1945) حيث تضمن إعلان بوتسدام الذي تم الإعلان عنه في 26 يوليو 1945 أحكامًا تقترح منع إعادة التسلح ونزع سلاح الجيش الياباني.

## الاحداث التالية

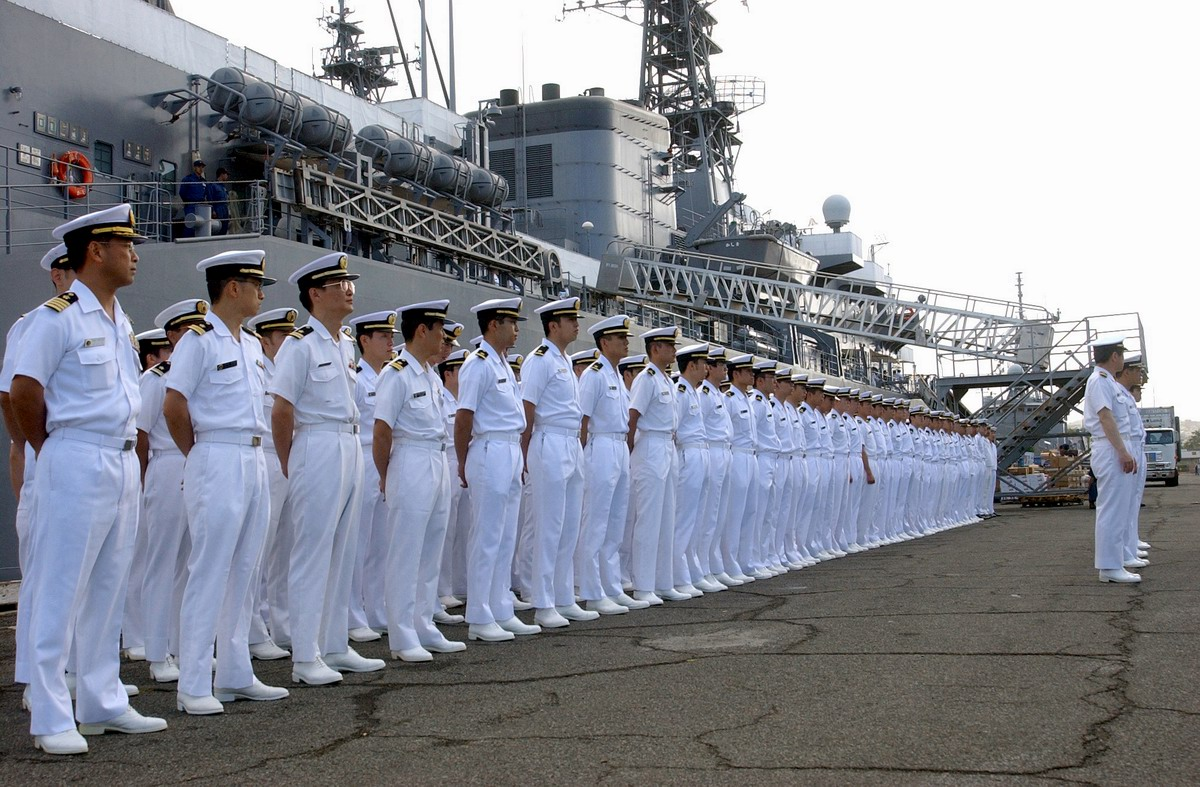
بحارة من قوة الدفاع الذاتي البحرية اليابانية ، واحدة من القوات العسكرية الفعلية المسموح بها ظاهريا بموجب المادة 9

بعد فترة وجيزة من اعتماد دستور اليابان في عام 1947، انتهت الحرب الأهلية الصينية بانتصار الحزب الشيوعي الصيني في عام 1949 وإنشاء جمهورية الصين الشعبية (PRC). ونتيجة لذلك، تُركت الولايات المتحدة بدون جمهورية الصين في تايوان كحليف عسكري ضد الشيوعية في المحيط الهادئ. كانت هناك رغبة من جانب قوات الاحتلال الأمريكية لليابان في القيام بدور عسكري أكثر نشاطًا في الكفاح ضد الشيوعية خلال الحرب الباردة.
إذا تم النظر إلى المادة التاسعة كحركة لإلغاء الحرب كمؤسسة - ((على النحو المتوخى في اتفاقيات ماكلوي)) زورين 1961 - فإن الأزمة الكورية كانت أول فرصة لدولة أخرى لتثبيتها بالحركة اليابانية والشروع في الانتقال نحو حقيقة نظام الأمن الجماعي في ظل الأمم المتحدة. وفي الواقع، في عام 1950، في أعقاب اندلاع الحرب الكورية، تم سحب فرقة المشاة الرابعة والعشرين في الولايات المتحدة من اليابان وأرسلت للقتال على الخطوط الأمامية في كوريا، وهكذا تُركت اليابان دون أي حماية مسلحة. أمر الجنرال ماك ارثر MacArthur بإنشاء الشرطة الاحتياطيبة الوطنية National Police Reserve NPR التي كان عددها 75000 (隊 予 備 隊 Keisatsu yobitai) للحفاظ على النظام في اليابان وصد أي غزو محتمل من الخارج. تم تنظيم NPR بواسطة العقيد في الجيش الأمريكي فرانك كوالسكي (الذي أصبح لاحقًا عضو في الكونغرس الأمريكي) باستخدام معدات الفائض في الجيش. لتجنب الانتهاكات الدستورية المحتملة، أعطيت العناصر العسكرية أسماء مدنية: على سبيل المثال، تم تسمية الدبابات «مركبات خاصة». رفع شيجيسابورو سوزوكي، وهو زعيم في الحزب الاشتراكي الياباني، دعوى أمام المحكمة العليا في اليابان لاثبات ان قوات NPR أنها غير دستورية، ومع ذلك، فإن المحكمة الكبرى رفضت قضيته بسبب عدم أهميتها.
في 1 أغسطس 1952، تم إنشاء وكالة وطنية جديدة للسلامة (庁 庁 Hoancho) للإشراف على NPR ومكونها البحري. ترأس الوكالة الجديدة مباشرة رئيس الوزراء الياباني شيجيرو يوشيدا. أيد يوشيدا دستوريتها: على الرغم من أنه صرح في جلسة لجنة مجلس النواب عام 1952 بأن «الحفاظ على إمكانات الحرب، من اجل الدفاع عن النفس، [سوف] يستلزم مراجعة الدستور». استجاب لاحقًا لمطالب دستورية JSP بالقول إن جبهة الخلاص الوطني لم يكن لديها إمكانات حرب حقيقية في العصر الحديث. في عام 1954، أصبحت وكالة السلامة الوطنية وكالة الدفاع اليابانية (الآن وزارة الدفاع) ، وأصبح احتياطي الشرطة الوطنية يسمى قوات الدفاع الذاتي اليابانية (自衛隊 Jieitai).
في الممارسة العملية، فإن قوات الدفاع الذاتي اليابانية (JSDF) مجهزة تجهيزًا جيدًا وتعتبر القوات البحرية اليابانية أقوى من قوات البحرية التابعة لبعض الدول المجاورة لليابان. [بحاجة لمصدر] عززت المحكمة العليا في اليابان دستورية الذات المسلحة في العديد من الأحكام الرئيسية، وأبرزها قضية Sunakawa لعام 1959، التي أيدت مشروعية معاهدة الأمن الأمريكية اليابانية  الحالية.
في يوليو 2014، قدمت اليابان إعادة تفسير أعطت مزيدًا من الصلاحيات لقوات الدفاع عن نفسها، مما سمح لهم بالدفاع عن حلفاء آخرين في حالة الحرب المعلنة عليهم. يحتمل أن تؤدي هذه الخطوة إلى إنهاء مسالمة اليابان التي طال أمدها وتوجيه انتقادات شديدة من الصين وكوريا الجنوبية، بينما دعمت الولايات المتحدة هذه الخطوة.
في شهر سبتمبر 2015، جعل البرلمان الوطني الياباني مسؤول إعادة التفسير عن طريق سن سلسلة من القوانين التي تسمح لقوات الدفاع عن النفس اليابانية بتقديم الدعم المادي للحلفاء المشاركين في القتال دولياً. المبرر المعلن هو أن الفشل في الدفاع عن أو دعم حليف من شأنه أن يضعف التحالفات ويعرض اليابان للخطر.

## إعادة التفسير في عام 2014
في يوليو 2014، وافقت الحكومة اليابانية على إعادة تفسير هذه المادة. من شأن إعادة التفسير هذه أن تسمح لليابان بممارسة حق «الدفاع الجماعي عن النفس»  في بعض الحالات والانخراط في عمل عسكري إذا تعرض أحد حلفائها للهجوم. تعتبره بعض الأحزاب هذه التفسير في اليابان غير شرعي، وتشكل خطراً كبيراً على الديمقراطية في اليابان منذ أن تحايل رئيس الوزراء على إجراء التعديل الدستوري، مما يفرض تغيير جذري على معنى المبادئ الأساسية في الدستور عن طريق مجلس الوزراء فيات دون مناقشة الدايت، والتصويت، أو الموافقة البشعبية. [4] كان رد الفعل الدولي على هذه الخطوة متفاوتا. عبرت الصين عن رأي سلبي بشأن إعادة التفسير هذه، في حين كان رد فعل الولايات المتحدة والفلبين وفيتنام وإندونيسيا إيجابيًا. لم تعارض حكومة كوريا الجنوبية إعادة التفسير، لكنها لاحظت أنها لن توافق على عمليات قوات الدفاع والأمن في شبه الجزيرة الكورية وحولها دون طلبها أو موافقتها، ودعت اليابان إلى التصرف بطريقة من شأنها أن تحظى بثقة الدول المجاورة. في مايو 2017، حدد رئيس الوزراء الياباني آبي مهلة 2020 لمراجعة المادة 9، والتي من شأنها إضفاء الشرعية على JSDF في الدستور.